# Kingdom Under Fire
Kingdom Under Fire (ismert még Kingdom Under Fire: A War of Heroes néven is) 2001-es valós idejű stratégiai videójáték, amelyet a Phantagram fejlesztett és a Gathering of Developers adott ki. 2001. január 18-án jelent meg Windowsra. A játék egy Warcraft-univerzumhoz hasonló fantáziavilágban játszódik, melyben a világosság és a sötétség erői küzdenek a Bersiah feletti hatalomért. A játék felülete kétdimenziós és izometrikus axonometriájú. Elérhető benne egyjátékos mód és többjátékos mód is, utóbbi a Phantagram „Wargate” szerverén keresztül bonyolítódik le. A Kingdom Under Fire a Kingdom Under Fire-sorozat első része, folytatása az Xbox-ra kiadott Kingdom Under Fire: The Crusaders. Egy „Gold Patch” is megjelent a játékhoz, amely egy pályaszerkesztőt, újabb küldetéseket és játék közbeni mentési lehetőséget is biztosít. Ez a verzió Kingdom Under Fire Gold néven külön is kiadásra került 2002. szeptember 1-jén.

## Játékmenet
A játékban két frakció érhető el, a világos és a sötét. Mindegyik frakció rendelkezik a tipikus kardforgató, íjász, légi és varázsló egységekkel, mellettük az átlag egységeknél jóval erősebb, egyedi hősökkel. A két oldal hadjárata 12-12 pályából, illetve egy mindent eldöntő 13. küldetésből áll, amely akkor válik elérhetővé, ha játékos mindkét hadjáratot teljesítette. A két hadjárat ugyanazt a történetet mondja el, emiatt sok a párhuzam és többször kell azonos pályákon harcolni. A küldetések állnak egyrészt csatákból, ahol rendszerint az ellenség hőseinek legyőzése vagy egy kiemelt épületének megsemmisítése vagy teljes megsemmisítése a cél, miközben a játékos hőseinek életben kell maradnia. Mindkét hadjárat tartalmaz három dungeon crawl küldetést is, ahol egy vagy több hőst irányítva kell a kijelölt célt elérni. Ezeken a küldetéseken lehet különböző fegyvereket, ereklyéket begyűjtve fejleszteni (a megszerzett tapasztalaton felül) a hősöket.
A csaták során fontos szerepet kap a nyersanyag gyűjtése és az egységek folyamatos kiképzése. Háromféle nyersanyag gyűjtendő: arany, vas és mana. A legtöbb egységhez arany és vas szükséges, a legfejlettebbek viszont manát is igényelnek. Számos fejlesztés is elérhető, melyek vagy bizonyos egység támadóerejét vagy védekező képességét növelik, vagy képességet tesznek számára elérhetővé. A harc egy másik fontos eleme a megfelelő mennyiségű élelem biztosítása, amelyet a világos oldalon farmok, a sötét oldalon hajlékok (shelter) építésével lehet biztosítani. Minden farm és hajlék 10 élelemegységet biztosít, míg a különböző egységek erejüktől és jelentőségüktől függően 1, de akár 5 élelemegységet is elhasználnak. Ha túl sok egységet képez ki a játékos és elfogy a rendelkezésre álló élelem, új farmok/hajlékok építése nélkül nem képezhetők ki újabb egységek.
Csatározás és többjátékos mód is elérhető, utóbbi ember ellenfelek ellen a Wargate.Net szerveren keresztül.

## Történet
A Kingdom Under Fire egy Warcraft-univerzumhoz hasonló fantasy világban, Bersiah földjén játszódik, ahol a világosság erői, mint emberek, törpék és elfek, illetve a sötétség erői, mint orkok, ogrék, élőhalottak és mások harcolnak az uralomért. Száz évvel a játék eseményei előtt egy nagy csata zajlott a két fél között, melynek Xok lovagjai vetettek véget békét hozva Bersiah földjére.
Azonban száz évvel később a sötét erők új erőre kaptak, s Likuku, az ogre vezetése alatt az orkok, ogrék és sötét elfek megtámadták az emberek földjét. Kezdetben csak egy ifjú harcos, Curian vette komolyan a veszélyt, s Hironeidon várában próbálta megállítani az előrenyomuló ellenséget, melyet végül Gernot, Azilla királyának lovagjai szabadítanak fel. Likuku visszavonulásra kényszerül, azonban Azillában lázadás tör ki, s ezt kihasználva újból támad Likuku, bár ez sem vezet sikerhez, s a lázadást is letörik. A kezdeti kudarc nyomán a sötét oldal új eszközhöz nyúl: megépítik a Pusztítás Oltárát, amelyhez Richter, Rick Blood, Amurak és Lily feldúlják az elfek földjét az Ősi Szív után. Időközben Gernot királyt is meggyilkolják az árulók, s Curian összefogja egy szövetségbe az embereket, elfeket és törpéket. A szövetség lerombolja a Pusztítás Oltárát, s Moonlight megsemmisíti az Ősi Szívet, Rick Blood, Amurak pedig eltűnik.
Curiant királlyá koronázzák Azillában, de Ecclecia királysága fellázad ellene. Ezt kihasználva Richter lerohanja Hextert, a szövetség utolsó erődjét a sötét erők földjén, majd Hironeidon ellen fordul. A csatában felbukkan Amurak is, aki mindkét félre rátámad. Az árulás után Richter és az emberek szövetsége Amurak nyomába ered, mivel az elkezdte újjáépíteni a Pusztítás Oltárát. Azonban Amurak csapdát állít és egy illúzióval félrevezeti a seregeket, amíg egy másik helyszínen megépül az Oltár. A végső csatában Richter, Likuku és az Amurak fogságából kiszabadított Rick Blood, illetve az emberek szövetsége Curian vezetésével is Amurak Oltárának elpusztítására igyekszik.

## Fogadtatás
A játék vegyes és átlagos értékelést kapott a Metacritic és a GameRankings kritikai oldalaktól, mindkettőtől kapott nagyon pozitív és nagyon negatív kritikát is. A Metacritic 100/59-re értékelte a játékot, míg olvasói 10/8,3-ra, a GameRankings 27 kritika alapján 61,83%-ra értékelte a játékot. A hősökkel végrehajtandó küldetéseket kedvezőtlen színben hasonlították a Blizzard Diablo-játékaihoz. A játékot néhány kritikus nehéznek vélte, de negatívumként emelte ki a hősök kiegyensúlyozatlanságát és a mesterséges intelligencia hiányosságait. A grafikát jónak vagy elfogadhatónak találták az animációk alacsony száma ellenére, a zenét, a hangot és a történetet viszont kifejezetten dicsérték.

## Fordítás
Ez a szócikk részben vagy egészben  a   Kingdom Under Fire: A War of Heroes című angol Wikipédia-szócikk ezen változatának fordításán alapul.  Az eredeti cikk szerkesztőit annak laptörténete sorolja fel. Ez a jelzés csupán a megfogalmazás eredetét és a szerzői jogokat jelzi, nem szolgál a cikkben szereplő információk forrásmegjelöléseként.